# 建皇子
建皇子 / 建王（たけるのおうじ/たけるのみこ）は、天智天皇（第38代）皇子、皇極・斉明天皇（第35・37代）皇孫である。話すことが不自由で夭折したが、斉明天皇の寵愛を受けたことが知られる。
|          |          | 34 舒明天皇 | 34 舒明天皇 | 34 舒明天皇 | 34 舒明天皇 | 34 舒明天皇 | 34 舒明天皇 |             |             | 35 皇極天皇 / 37 斉明天皇 | 35 皇極天皇 / 37 斉明天皇 | 35 皇極天皇 / 37 斉明天皇  | 35 皇極天皇 / 37 斉明天皇  | 35 皇極天皇 / 37 斉明天皇  | 35 皇極天皇 / 37 斉明天皇  |                            |                            |  |  | 蘇我倉山田石川麻呂 | 蘇我倉山田石川麻呂 | 蘇我倉山田石川麻呂 | 蘇我倉山田石川麻呂 | 蘇我倉山田石川麻呂 | 蘇我倉山田石川麻呂 |
|          |          | 34 舒明天皇 | 34 舒明天皇 | 34 舒明天皇 | 34 舒明天皇 | 34 舒明天皇 | 34 舒明天皇 |             |             | 35 皇極天皇 / 37 斉明天皇 | 35 皇極天皇 / 37 斉明天皇 | 35 皇極天皇 / 37 斉明天皇  | 35 皇極天皇 / 37 斉明天皇  | 35 皇極天皇 / 37 斉明天皇  | 35 皇極天皇 / 37 斉明天皇  |                            |                            |  |  | 蘇我倉山田石川麻呂 | 蘇我倉山田石川麻呂 | 蘇我倉山田石川麻呂 | 蘇我倉山田石川麻呂 | 蘇我倉山田石川麻呂 | 蘇我倉山田石川麻呂 |
|          |          |             |             |             |             |             |             |             |             |                           |                           |                            |                            |                            |                            |                            |                            |  |  |                    |                    |                    |                    |                    |                    |
|          |          |             |             |             |             |             |             |             |             |                           |                           |                            |                            |                            |                            |                            |                            |  |  |                    |                    |                    |                    |                    |                    |
| 間人皇女 | 間人皇女 | 間人皇女    | 間人皇女    | 間人皇女    | 間人皇女    | 38 天智天皇 | 38 天智天皇 | 38 天智天皇 | 38 天智天皇 | 38 天智天皇               | 38 天智天皇               |                            |                            |                            |                            |                            |                            |  |  | 遠智娘             | 遠智娘             | 遠智娘             | 遠智娘             | 遠智娘             | 遠智娘             |
| 間人皇女 | 間人皇女 | 間人皇女    | 間人皇女    | 間人皇女    | 間人皇女    | 38 天智天皇 | 38 天智天皇 | 38 天智天皇 | 38 天智天皇 | 38 天智天皇               | 38 天智天皇               |                            |                            |                            |                            |                            |                            |  |  | 遠智娘             | 遠智娘             | 遠智娘             | 遠智娘             | 遠智娘             | 遠智娘             |
|          |          |             |             |             |             |             |             |             |             |                           |                           |                            |                            |                            |                            |                            |                            |  |  |                    |                    |                    |                    |                    |                    |
|          |          |             |             |             |             |             |             |             |             |                           |                           |                            |                            |                            |                            |                            |                            |  |  |                    |                    |                    |                    |                    |                    |
|          |          |             |             |             |             | 大田皇女    | 大田皇女    | 大田皇女    | 大田皇女    | 大田皇女                  | 大田皇女                  | 鸕野讚良皇女 (41 持統天皇) | 鸕野讚良皇女 (41 持統天皇) | 鸕野讚良皇女 (41 持統天皇) | 鸕野讚良皇女 (41 持統天皇) | 鸕野讚良皇女 (41 持統天皇) | 鸕野讚良皇女 (41 持統天皇) |  |  | 建皇子             | 建皇子             | 建皇子             | 建皇子             | 建皇子             | 建皇子             |

## 経歴
『日本書紀』天智天皇7年（668年）2月条によれば、建皇子は「唖不能語」すなわち話すことが不自由であったという。
遡って同書斉明天皇4年（658年）5月条によれば、斉明天皇皇孫の建王は8才で薨去し、今城谷の上に殯を起こし納められた。その際に天皇は深く悲しみ、将来的に自らの陵への合葬を命じるとともに、次の歌3首を詠んでいる。
| 「 | 1. 今城なる 小丘が上に 雲だにも 著くし立たば 何か歎かむ （いまきなる をむれがうへに くもだにも しるくしたたば なにかなげかむ） 2. 射ゆ鹿猪を 認ぐ川上の 若草の 若くありきと 吾が思はなくに （いゆししを つなぐかはへの わかくさの わかくありきと あがもはなくに） 3. 飛鳥川 漲らひつつ 行く水の 間も無くも 思ほゆるかも （あすかがは みなぎらひつつ ゆくみづの あひだもなくも おもほゆるかも） | 」 |

また同書同年10月条においても、斉明天皇は紀温湯（和歌山県白浜町の湯崎温泉）において建王を追憶し、次の歌3首を詠んだと見える。
| 「 | 1. 山越えて 海渡るとも おもしろき 今城の内は 忘らゆましじ （やまこえて うみわたるとも おもしろき いまきのうちは わすらゆましじ） 2. 水門の 潮のくだり 海くだり 後も暗に 置きてか行かむ （みなとの うしほのくだり うなくだり うしろもくれに おきてかゆかむ） 3. 愛しき 吾が若き子を 置きてか行かむ （うつくしき あがわかきこを おきてかゆかむ） | 」 |

## 系譜
- 父：天智天皇
- 母：遠智娘（おちのいらつめ、父は蘇我倉山田石川麻呂）
  - 同母姉：大田皇女、鸕野讚良皇女（持統天皇）

天智天皇には男子が少なく、建皇子は皇位継承者として有力な血統・地位を有したとされる。

## 墓

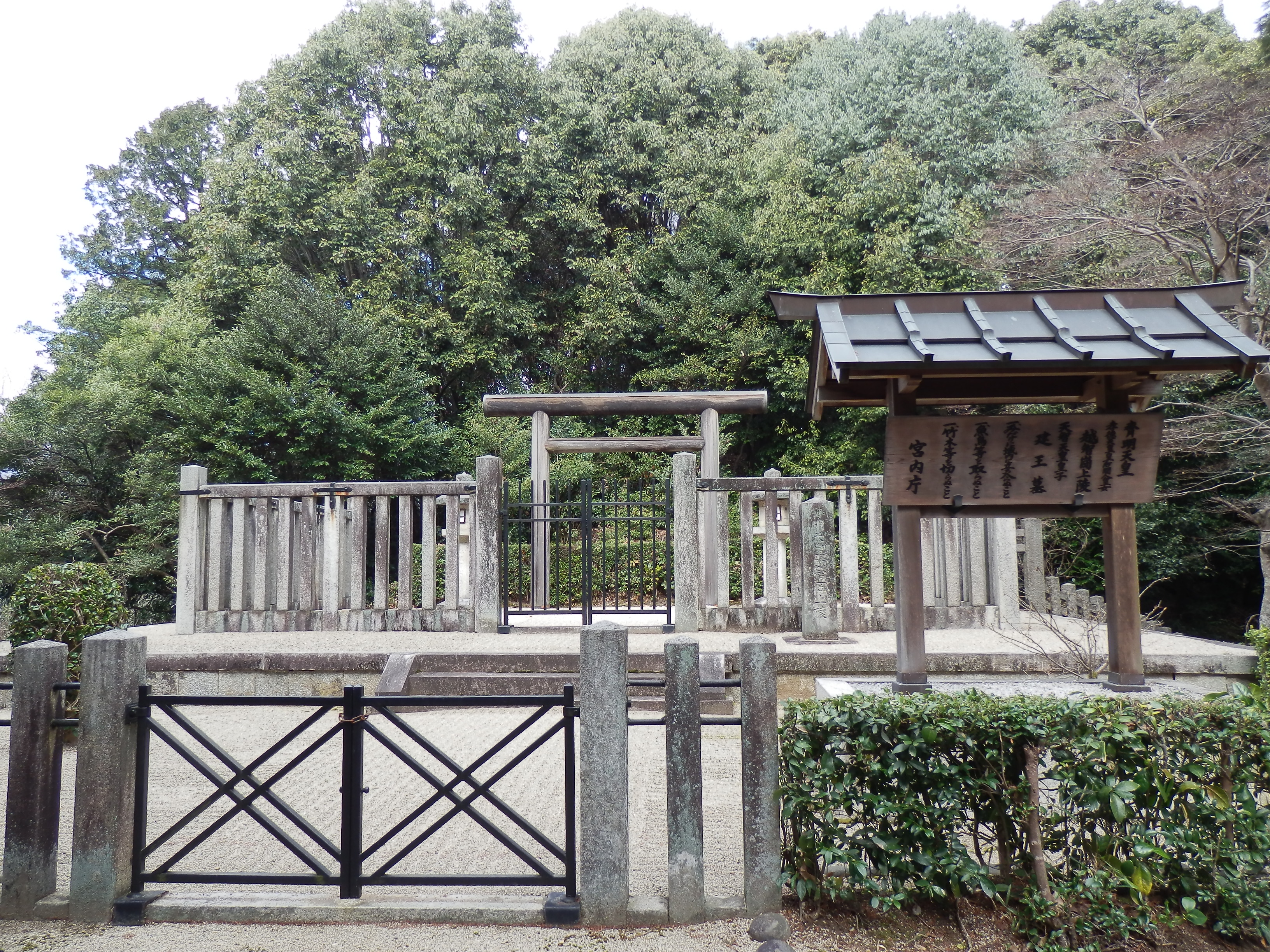
越智崗上陵・建王墓
（奈良県高市郡高取町）

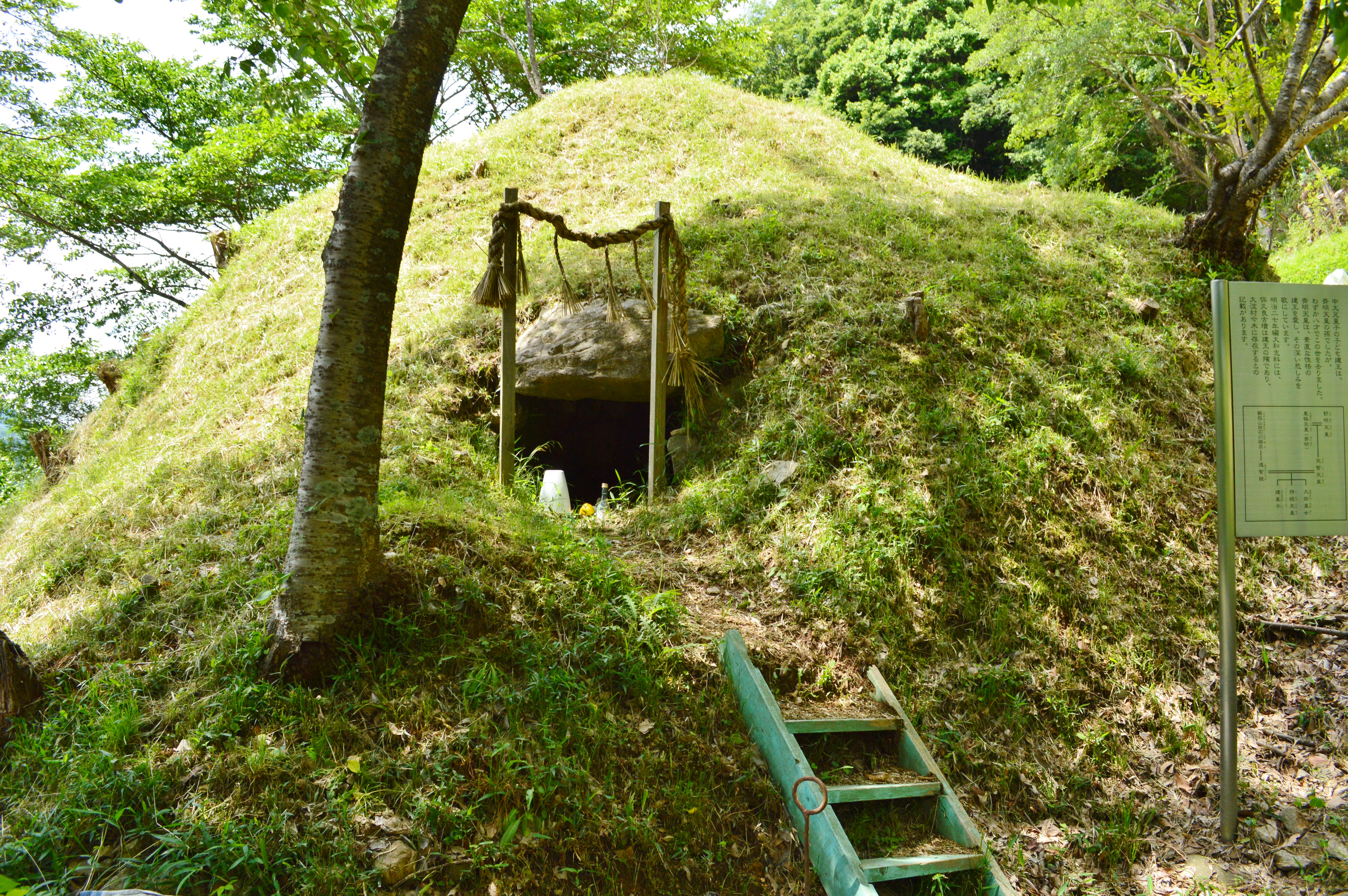
保久良古墳
（奈良県吉野郡大淀町）

墓は、宮内庁により奈良県高市郡高取町大字車木にある建王墓（たけるのみこのはか、北緯34度27分27.42秒 東経135度46分4.50秒 / 北緯34.4576167度 東経135.7679167度）に治定されている。斉明天皇・間人皇女の越智崗上陵との合葬陵墓で、宮内庁上の形式は円丘。遺跡名は「車木ケンノウ古墳」。
ただし、文献上では建皇子の墓の所在は必ずしも明らかでない。前述のように『日本書紀』によれば斉明天皇は建皇子を自身の陵に合葬するよう命じているが、同書天智天皇6年（667年）2月27日条では斉明天皇・間人皇女を小市岡上陵に合葬して陵前に大田皇女を埋葬したとあるものの、建皇子の合葬に関しては記述がなく、問題を残している。
一方、殯塚が起こされたという「今城（いまき）」については、奈良県吉野郡大淀町今木との関連が指摘され、特に同地の保久良古墳（大淀町指定史跡、北緯34度24分36.45秒 東経135度45分17.61秒 / 北緯34.4101250度 東経135.7548917度）を殯塚に比定する説がある。保久良古墳は7世紀前半頃の築造と推定される円墳で、直径約15メートル・高さ約4メートルを測り、横穴式石室が南に開口する。石室規模は次の通り。
- 石室全長：約9.5メートル
- 玄室：長さ約3.5メートル、幅1.3-1.5メートル、高さ約1.8メートル以上
- 羨道：長さ約6メートル、幅1-1.2メートル、高さ約0.8メートル以上

石室内には組合式石棺が据えられたと見られ、副葬品として琥珀玉が検出されている。この保久良古墳を建皇子の殯塚に比定する説は、古くは江戸時代中期の『大和志』（享保21年（1736年））の「建王殯塚（今曰法具良塚）」の記載まで遡り、明治以降も『大和志料』に「建弭王殯塚」と見え、現在まで伝承されている。なお、その他に「今城」を御所市古瀬に比定する説、曽我川上流に比定する説がある。

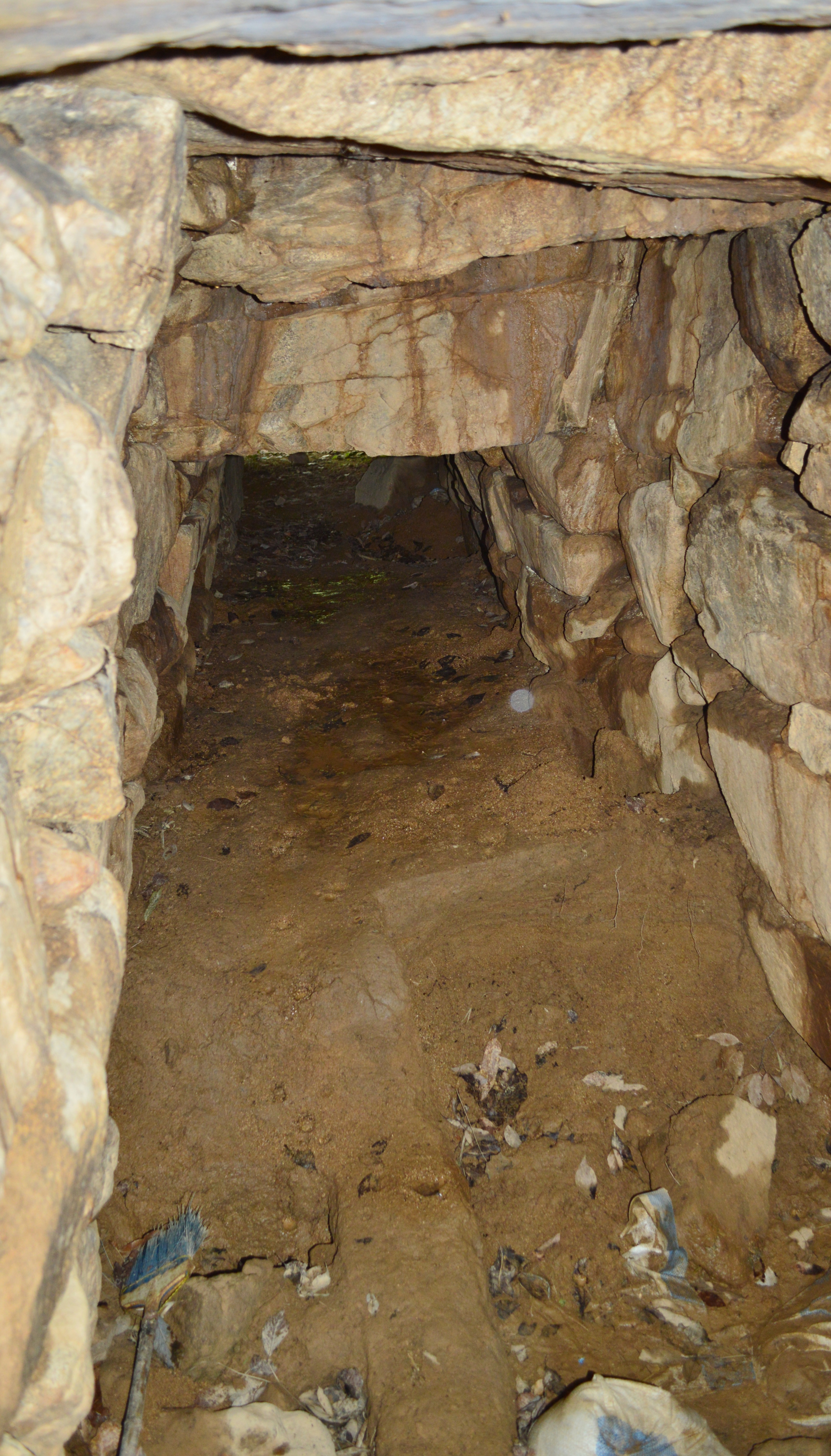
保久良古墳 玄室
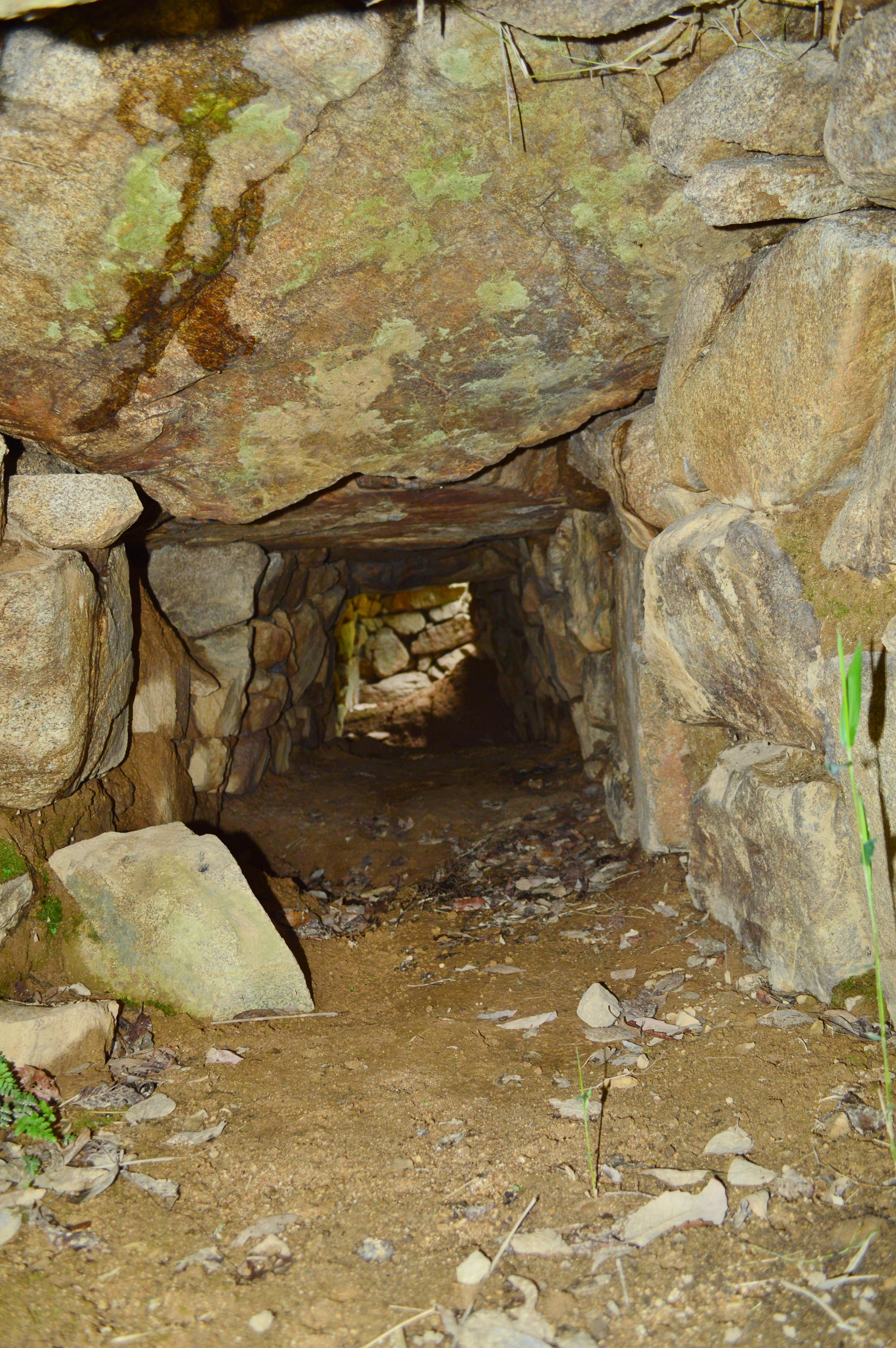
保久良古墳 羨道

## 考証
『日本書紀』には建皇子の埋葬に関する記述がないほか、母の遠智娘は大化5年（649年）に蘇我倉山田石川麻呂の死を知って憂死した蘇我造媛（中大兄皇子妃）と同一人物とされ、また憂死したのを遠智娘自身とする所伝（『蘇我石川系図』）もあることから、遠智娘は建皇子（651年出生）の生母になりえないとして、皇子の実在性も含めて説話自体を疑問視する説がある。